# 릭브릿지스
릭브릿지스(1993년 12월 28일 ~ )는 대한민국의 래퍼다. 2018년 싱글 앨범 [OUTRO]로 데뷔했다.

## 방송
- 사인히어 (2019) - Top44

## 음반
- OUTRO (2018)
- 연애하루전 시즌 ZERO OST Part.1 (2018)
- Deuces (2018)
- Cinderella (2019)
- Sincerely yours (2019)
- SCENE #1 (2019)

## 공연
- GIG IN SEOUL 2019 - 벅스 커넥트 라이브 Vol.2 (2019)